# Vigala
Vigala (em estoniano:  Vigala vald) é um município rural estoniano localizado na região de Raplamaa.